# Ponte Nizza

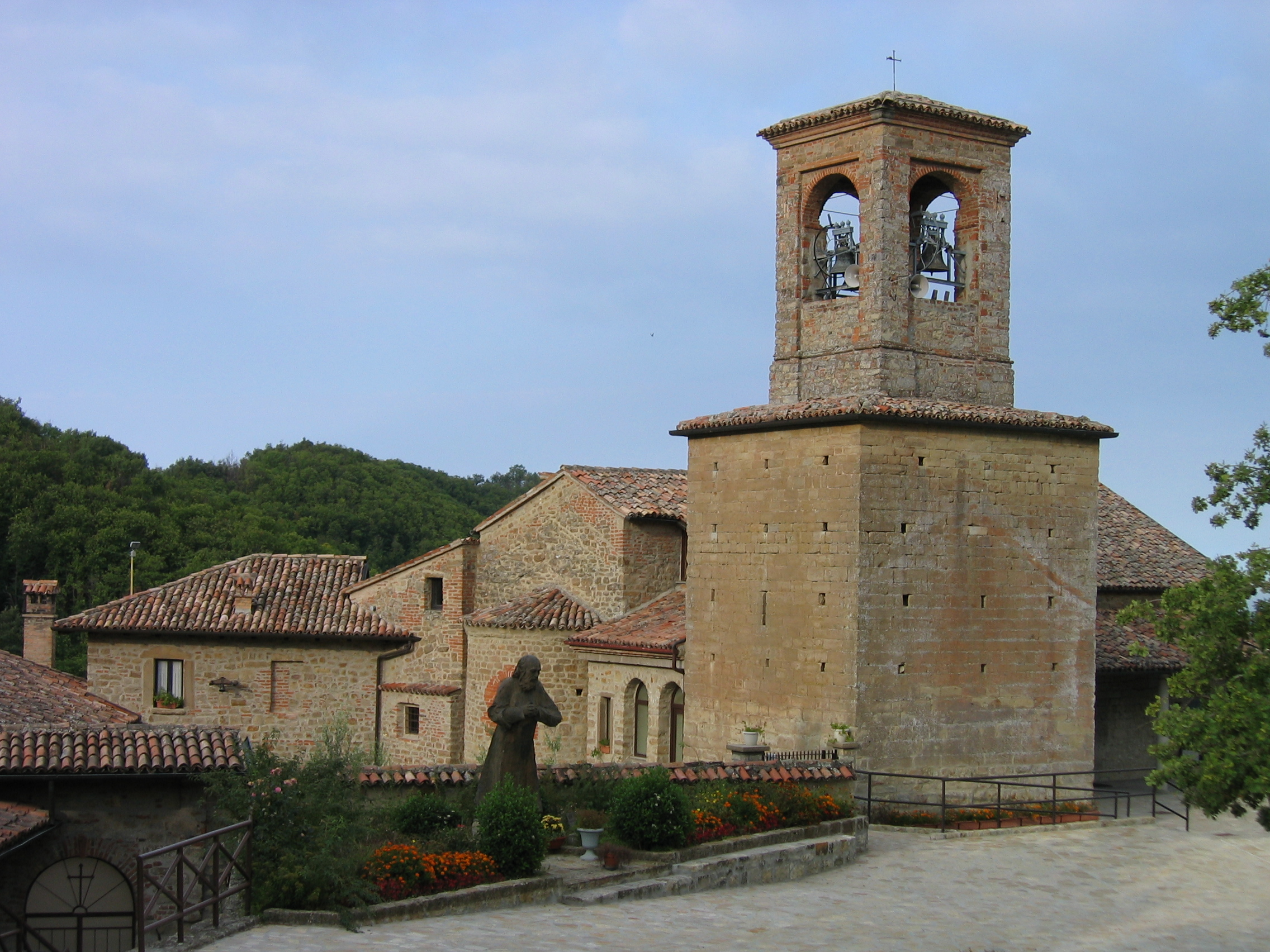
Die Eremitage des Heiligen Alberts di Butrio (um 1030 errichtet)

Ponte Nizza ist eine norditalienische Gemeinde (comune) mit 754 Einwohnern (Stand 31. Dezember 2023) in der Lombardei. Die Gemeinde liegt etwa 37,5 Kilometer südsüdwestlich von Pavia in der Oltrepò Pavese an der Staffora, in den der Nizza hier mündet. Ponte Nizza gehört zur Comunità Montana Oltrepò Pavese und grenzt unmittelbar an die Provinz Alessandria.

## Verkehr
Durch die Gemeinde führt die frühere Strada Statale 461 del Passo del Penice (heute: Provinzstraße) von Voghera nach Bobbio.